# Ambahoabe
Ambahoabe est une commune urbaine malgache située dans la partie centre-sud de la région d'Analanjirofo.